# Geoff Bell
Geoff Bell, född 24 februari 1963 i London i England, är en brittisk skådespelare, känd för sina hårdkokta karaktärer i film och tv.

## Biografi
Bell växte upp i Lambeth Walk i London, och började sin skådespelarkarriär sent – först vid 29 års ålder tog han en teaterkurs vid Morley College. Innan dess drev han ett städföretag och levde ett vanligt familjeliv.

## Karriär
Bell har medverkat i över 50 filmer och tv-serier sedan början av 2000-talet, ofta i tuffa och excentriska rolltolkningar. Bland uppmärksammade titlar finns Mike Bassett: England Manager (2001), Green Street Hooligans (2005), RocknRolla (2008), War Horse (2011), Rogue One: A Star Wars Story (2016), Once Upon a Time in London (2022), Poison Arrows och Rise of the Footsoldier: Vengeance (2023), samt MobLand (2025).

## Filmproduktion
Bell debuterade som regissör och manusförfattare med kortfilmen Bacon (2020), som belönades med priset för främmande regidebut vid Filmfestivalen i Venedig.